# Gynoplistia generosa
Gynoplistia generosa là một loài ruồi trong họ Limoniidae. Chúng phân bố ở miền Australasia.